# Gustav Binz (Politiker)
Gustav Binz (* 9. Februar 1849 in Mahlberg; † 6. November 1937 in Achern) war ein deutscher Politiker (Nationalliberale Partei). Er war von 1897 bis 1908 Abgeordneter im Badischen Landtag.

## Leben
Gustav Binz war Sohn des Küfermeisters sowie Land- und Gastwirts Leopold Binz und wuchs in einem kleinbürgerlichen Mittelstand auf. In seinem Elternhaus wurde auf humanistische Bildung Wert gelegt. So bestand er auch 1869 sein Abitur als Klassenbester. Anschließend studierte er Jura an den Universitäten von Freiburg und Heidelberg. 1876 promovierte er in Heidelberg und ließ sich 1877 als Rechtsanwalt in Karlsruhe nieder. Er war zehn Jahre Vorsitzender der Anwaltskammer und gehörte dem Vorstand insgesamt 24 Jahre an. 1917 trat er in den Ruhestand.
Ab 1877 engagierte er sich in der nationalliberalen Partei. Für diese wurde er 1896 in den Stadtrat von Karlsruhe gewählt, dem er bis 1919 angehörte. 1897 wurde er erstmals in den Badischen Landtag gewählt, wo er bis 1908 tätig war, zunächst als Abgeordneter der Stadt Durlach, dann als Abgeordneter von Karlsruhe.
Neben seiner Arbeit als Politiker und Anwalt gehörte er außerdem dem Aufsichtsrat der Brauerei Schrempp an, war Vorsitzender der Sinner AG und der Privatsparkasse Karlsruhe.
Er verstarb 1937.

## Auszeichnungen
1902 wurde er mit dem Ritterkreuz 1. Klasse des Ordens vom Zähringer Löwen geehrt, der ihm 1906 mit dem Eichenlaub erneut verliehen wurde. 1917 wurde er von Großherzog Friedrich II. zum Geheimen Hofrat ernannt. Zu seinen Lebzeiten wurde eine Straße in Karlsruhe nach ihm benannt.

## Privatleben
Aus seiner Ehe mit Ida Breithaupt, der Tochter des Malterdinger Bürgermeisters Gustav Breithaupt gingen zwei Töchter und der Sohn Rudolf Binz hervor.